# Аеродром Дівички
50°06′29″ пн. ш. 31°18′15″ сх. д. / 50.10806° пн. ш. 31.30417° сх. д.
Аеродром «Дівички» — діючий приватний злітно-посадковий майданчик у Київській області, розташований неподалік села Дівички, призначений для експлуатації повітряних суден масою до 5700 кг.
Відкриття аеродрому відбулось 1 травня 2013 року. Функціонує одна асфальтобетонна ЗПС 13/31 довжиною 400 м і шириною 20, приблизно на тому ж місці де у радянські часи був небетонований майданчик для виконання авіаційних сільськогосподарських робіт. Освітлення ЗПС відсутнє. На території аеродрому є ангар з контрольно-диспетчерським пунктом, частота роботи КПД 129.500МГц, позивний Дівички.

### Відео
- Парад малогабаритних літаків. 5 канал від 1.05.2013 на YouTube